# Landsarkivarie
Landsarkivarie var en tjänstetitel inom det statliga arkivväsendet. En landsarkivarie var chef för ett landsarkiv, och totalt fanns det i Sverige sju aktiva innehavare av titeln. Även titeln biträdande landsarkivarie fanns. Landsarkiven upphörde att vara egna myndigheter 2010 och uppgick i Riksarkivet. Därefter var landsarkivarien chef för enheten landsarkiv. Landsarkivarietiteln upphörde i samband med Riksarkivets omorganisation 2020 och landsarkiven slogs ihop i större enheter. 